# Mountain View (hrabstwo Santa Clara)
Mountain View – miasto położone w hrabstwie Santa Clara, w Kalifornii. Swoją nazwę wzięło ze względu na widok na góry Santa Cruz. Według spisu powszechnego z roku 2000 liczyło 70 708 mieszkańców.
Mountain View jest jednym z głównych miast tworzących Dolinę Krzemową. Swoje siedziby ulokowały w nim między innymi: Google, LinkedIn, Fundacja Mozilla. Od 16 sierpnia 2006 roku całe miasto pokryte jest zasięgiem darmowego dostępu do internetu. Odpowiada za to Google.
W mieście działa 12 szkół publicznych i 8 prywatnych.
W Mountain View działa publiczna biblioteka. W zbiorach znajdują się książki, czasopisma, filmy oraz muzyka. Można w niej także korzystać z internetu. Podczas roku fiskalnego 08-09 biblioteka została odwiedzona 857 197 razy.
Przez miasto przebiega linia kolejowa firmy Caltrain z San Francisco do Gilroy.

## Współpraca
Miejscowości partnerskie:
- Hasselt, Belgia
- Iwata, Japonia